# Ectoneura appendiculata
Ectoneura appendiculata är en kackerlacksart som först beskrevs av Lucien Chopard 1924.  Ectoneura appendiculata ingår i släktet Ectoneura och familjen småkackerlackor.
Artens utbredningsområde är Nya Kaledonien. Inga underarter finns listade i Catalogue of Life.